# ادواردو کوجوانکو
ادواردو کوجوانکو (به انگلیسی: Eduardo Cojuangco) (زاده ۱۰ ژوئن ۱۹۳۵) کارآفرین، بازرگان، سیاست‌مدار و مدیر اجرایی فیلیپینی است، که در حال حاضر به‌عنوان رئیس هیئت مدیره شرکت سان میگل فعالیت می‌نماید.
وی در فاصله سال‌های ۱۹۶۹ تا ۱۹۷۲ نماینده تارلاک در مجلس فیلیپین بود، همچنین از سال ۱۹۶۷ تا ۱۹۶۹ به عنوان فرماندار تارلاک فعالیت می‌کرد.
او در تاریخ ۱۶ ژوئن ۲۰۲۰ درست شش روز بعد از تولد ۸۵ سالگی خود درگذشت.